# Viktor Gorbatko
Viktor Gorbatko (n. 3 decembrie 1934, Venți-Zarea, reg. Krasnodar - d. 17 mai 2017, Moscova) a fost un cosmonaut sovietic și rus, de origine probabilă ucraineană. De două ori Erou al Uniunii Sovietice.

## Biografie
Fost membru PCUS. În anul 1953 a absolvit școala de aviatori militari din Pavlograd, iar în anul 1956 - școala superioară de pilotaj de la Krasnodar. În anul 1960 a fost inclus în detașamentul de cosmonauți. În anul 1968 a absolvit Academia militară de aviație „N. E. Jucovschi” din Moscova, iar în anul 1987 a fost numit șef al unei facultăți la această academie. 
A zburat pentru prima dată la 12-17 octombrie 1969 pe  o navă "Soiuz"-7, aflîndu-se pe orbită 4 zile și 23 de ore. Cel de-al doilea zbor l-a efectuat în luna februarie 1977 pe o navă "Soiuz"-24 și stația orbitală "Saliut"-5. Al treilea zbor l-a efectuat în luna iulie 1980 la bordul navelor "Soiuz"-37, și a stației orbitale "Saliut"-6, împreună cu vietnamezul Fam Tuan. În anul 1971 a vizitat Republica Sovietică Socialistă Moldovenească cu ocazia Congresului Comsomolului.

## Decorații și titluri onorifice
- Două stele de aur "Erou al Uniunii Sovietice " (22 oct.1969, 5 martie 1977)
- 3 Ordine Lenin (22 oct. 1969, 5 martie 1977, 1980)
- Ordinul "Steaua roșie" (1961).
- Două medalii "Pentru însușirea pămînturilor de țarină" (1969, 1977)
- Pilot-cosmonaut al URSS (1969)
- Maestru emerit al sportului din URSS

Are încă 2 medalii ale Federației Ruse, 10 medalii jubiliare și 15 medalii și ordine ale altor țări.